# NGC 3923
NGC 3923 est une très vaste galaxie elliptique située dans la constellation de l'Hydre. NGC 3923 a été découverte par l'astronome germano-britannique William Herschel en 1791.

## Caractéristiques
Sa vitesse par rapport au fond diffus cosmologique est de 2 079 ± 25 km/s, ce qui correspond à une distance de Hubble de 30,7 ± 2,2 Mpc (∼100 millions d'al).
À ce jour, une vingtaine de mesures non basées sur le décalage vers le rouge (redshift) donnent une distance de 21,565 ± 7,054 Mpc (∼70,3 millions d'al), ce qui est tout juste à l'intérieur des valeurs de la distance de Hubble. Notons cependant que c'est avec la valeur moyenne des mesures indépendantes, lorsqu'elles existent, que la base de données NASA/IPAC calcule le diamètre d'une galaxie et qu'en conséquence le diamètre de NGC 3923 pourrait être d'environ 115 kpc (∼375 000 al) si on utilisait la distance de Hubble pour le calculer.

## Trou noir supermassif
Selon une étude publiée en 2012 qui est basée sur la dispersion des vitesses de ses amas globulaires, NGC 3923 renferme un trou noir supermassif dont la masse est estimée à 531 ± 250 millions {\displaystyle M_{\odot }}.

## Groupe de NGC 3923
NGC 3923 est la galaxie la plus brillante d'un groupe qui porte son nom. Le groupe de NGC 3923 contient au moins cinq galaxies. Les autres galaxies du groupe sont NGC 3904, ESO 440-6, ESO 440-27 et ESO 504-30.

### Paire de galaxies
Selon Vaucouleurs et Corwin, NGC 3904 et NGC 3923 forment une paire de galaxies.